# Чемпионат Европы по лёгкой атлетике среди молодёжи 2011
8-й чемпионат Европы по лёгкой атлетике среди молодёжи проходил с 14 по 17 июля 2011 года на Городском стадионе в Остраве (Чехия). В соревнованиях, согласно правилам, могли принимать участие спортсмены 1989—1991 годов рождения.

## Результаты
Сокращения: EUR — рекорд Европы среди молодёжи | NR — национальный рекорд | NUR — национальный рекорд среди молодёжи | CR — рекорд чемпионата
Курсивом выделены участники, выступавшие за эстафетные команды только в предварительных забегах

### Мужчины
| Дисциплина                          | Золото | Золото                | Серебро | Серебро            | Бронза                                                                                      | Бронза             |
| ----------------------------------- | --- | --------------------- | --- | ------------------ | ------------------------------------------------------------------------------------------- | ------------------ |
| 100 м (ветер: −1,5 м/с)             | Джеймс Алака Великобритания                                                                                  | 10,45                 | Микаэль Туми Италия                                                                                         | 10,47              | Эндрю Робертсон Великобритания                                                              | 10,52              |
| 200 м (ветер: −1,4 м/с)             | Ликургос-Стефанос Цаконас Греция                                                                             | 20,56 NUR             | Джеймс Алака Великобритания                                                                                 | 20,60              | Павел Маслак Чехия                                                                          | 20,67              |
| 400 м                               | Найджел Левайн Великобритания                                                                                | 46,10                 | Брайан Григан Ирландия                                                                                      | 46,12              | Люк Леннон-Форд Великобритания                                                              | 46,22              |
| 800 м                               | Адам Кщот Польша                                                                                             | 1.46,71               | Кевин Лопес Испания                                                                                         | 1.46,93            | Мухтар Мохаммед Великобритания                                                              | 1.48,01            |
| 1500 м                              | Флориан Карвальо Франция                                                                                     | 3.50,42               | Джеймс Шейн Великобритания                                                                                  | 3.50,58            | Давид Бустос Испания                                                                        | 3.50,59            |
| 5000 м                              | Синдре Бурос Норвегия                                                                                        | 14.22,69              | Росс Миллингтон Великобритания                                                                              | 14.22,78           | Йеспер ван дер Вилен Нидерланды                                                             | 14.23,31           |
| 10 000 м                            | Сондре Нордстад Моэн Норвегия                                                                                | 28.41,66              | Ахмед Эль-Мазури Италия                                                                                     | 28.46,97           | Муса Роба-Кинкаль Германия                                                                  | 28.57,91           |
| Эстафета 4×100 м                    | Италия · Микаэль Туми · Франческо Башани · Давиде Маненти · Дельмас Обу                                      | 39,05                 | Великобритания · Эндрю Робертсон · Киран Шоулер-Дэвис · Ричард Килти · Дэниел Талбот · Деджи Тобайс         | 39,10              | Германия · Флориан Хюбнер · Максимилиан Кесслер · Робин Эрева · Феликс Гёльтль              | 39,19              |
| Эстафета 4×400 м                    | Великобритания · Найджел Левайн · Томас Филлипс · Джейми Боуи · Люк Леннон-Форд · Луис Персент · Харри Доран | 3.03,53               | Польша · Михал Петшак · Якуб Кшевина · Лукаш Кравчук · Матеуш Форманский · Марцин Грынкевич · Рафал Омелько | 3.03,62            | Россия · Алексей Кёниг · Антон Волобуев · Артём Важов · Владимир Краснов · Артём Лукьяненко | 3.04,01            |
| 110 м с барьерами (ветер: −0,4 м/с) | Сергей Шубенков Россия                                                                                       | 13,56                 | Балаж Байи Венгрия                                                                                          | 13,58 NUR          | Лоуренс Кларк Великобритания                                                                | 13,62              |
| 400 м с барьерами                   | Джек Грин Великобритания                                                                                     | 49,13                 | Натан Вудворд Великобритания                                                                                | 49,28              | Эмир Бекрич Сербия                                                                          | 49,61 NR           |
| 3000 м с препятствиями              | Себастьян Мартос Испания                                                                                     | 8.35,35               | Абделазиз Мерзуги Испания                                                                                   | 8.36,21            | Александру Гиня Румыния                                                                     | 8.38,51            |
| Ходьба на 20 км                     | Давид Томаля [a] Польша                                                                                      | 1:24.21 [a]           | Денис Стрелков [a] Россия                                                                                   | 1:24.25 [a]        | Валерий Филипчук [a] Россия                                                                 | 1:24.30 [a]        |
| Прыжок в высоту                     | Богдан Бондаренко Украина                                                                                    | 2,30 м                | Сергей Мудров Россия                                                                                        | 2,30 м             | Мигель Анхель Санчо Испания                                                                 | 2,21 м             |
| Прыжок с шестом                     | Павел Войцеховский Польша                                                                                    | 5,70 м                | Карстен Дилла Германия                                                                                      | 5,60 м             | Дмитрий Желябин Россия                                                                      | 5,55 м             |
| Прыжок в длину                      | Александр Меньков Россия                                                                                     | 8,08 м (+0,1 м/с)     | Маркуш Шува Португалия                                                                                      | 7,94 м (+0,6 м/с)  | Гийом Викторен Франция                                                                      | 7,86 м (+1,8 м/с)  |
| Тройной прыжок                      | Шериф Эль-Шериф Украина                                                                                      | 17,72 м (+1,3 м/с) CR | Алексей Фёдоров Россия                                                                                      | 16,85 м (+1,3 м/с) | Юрий Ковалёв Россия                                                                         | 16,82 м (+2,3 м/с) |
| Толкание ядра                       | Давид Шторль Германия                                                                                        | 20,45 м CR            | Дмитрий Савицкий Украина                                                                                    | 19,18 м            | Марин Премеру Хорватия                                                                      | 18,83 м            |
| Метание диска                       | Лоуренс Окойе Великобритания                                                                                 | 60,70 м               | Никита Нестеренко Украина                                                                                   | 59,67 м            | Фредрик Амуннгор Норвегия                                                                   | 59,42 м            |
| Метание молота                      | Павел Файдек Польша                                                                                          | 78,54 м               | Хавьер Сьенфуэгос Испания                                                                                   | 73,03 м            | Олег Дубицкий Белоруссия                                                                    | 72,52 м            |
| Метание копья                       | Тиль Вёшлер Германия                                                                                         | 84,38 м               | Фатих Аван Турция                                                                                           | 84,11 м            | Дмитрий Тарабин Россия                                                                      | 83,18 м            |
| Десятиборье                         | Томас ван дер Платсен Бельгия                                                                                | 8157 очков NR         | Эдуард Михан Белоруссия                                                                                     | 8152 очка          | Михаил Дудаш Сербия                                                                         | 8117 очков NR      |

a  В марте 2014 года Международная ассоциация легкоатлетических федераций сообщила о санкциях в отношении ходока из России Петра Богатырёва в связи с абнормальными показателями гематологического профиля биологического паспорта. Спортсмен был дисквалифицирован на 2 года начиная с 16 октября 2013, все его результаты после 12 июля 2011 года — аннулированы, в том числе и «золото» чемпионата Европы среди молодёжи 2011 в ходьбе на 20 км с результатом 1:24.20.

### Женщины
| Дисциплина                          | Золото                                                                             | Золото               | Серебро                                                                                  | Серебро           | Бронза                                                                           | Бронза            |
| ----------------------------------- | ---------------------------------------------------------------------------------- | -------------------- | ---------------------------------------------------------------------------------------- | ----------------- | -------------------------------------------------------------------------------- | ----------------- |
| 100 м (ветер: −1,7 м/с)             | Андрея Огрэзяну Румыния                                                            | 11,65                | Лена Гюнтер [b] Германия                                                                 | 11,75 [b]         | Анна Келбасиньская [b] Польша                                                    | 11,77 [b]         |
| 200 м (ветер: −1,0 м/с)             | Анна Келбасиньская [b] Польша                                                      | 23,23 [b]            | Моа Ельмер [b] Швеция                                                                    | 23,24 [b]         | Марит Дофейде [b] Нидерланды                                                     | 23,32 [b]         |
| 400 м                               | Ольга Топильская Россия                                                            | 51,45                | Юлия Терехова Россия                                                                     | 52,63             | Лена Шмидт Германия                                                              | 52,66             |
| 800 м                               | Мерве Айдын [c] Турция                                                             | 2.00,46 [c]          | Линси Шарп [c] Великобритания                                                            | 2.00,65 [c]       | Александра Буланова [c] Россия                                                   | 2.01,40 [c]       |
| 1500 м                              | Тугба Каракая [c] Турция                                                           | 4.20,80 [c]          | Коринна Харрер [c] Германия                                                              | 4.21,52 [c]       | Катаржина Бронятовская [c] Польша                                                | 4.22,06 [c]       |
| 5000 м                              | Лайес Абдуллаева Азербайджан                                                       | 15.29,47 NR          | Стиви Стоктон [d] Великобритания                                                         | 15.58,51 [d]      | Клеманс Кальвен [d] Франция                                                      | 16.02,07 [d]      |
| 10 000 м                            | Лайес Абдуллаева Азербайджан                                                       | 32.18,05 CR          | Людмила Коваленко Украина                                                                | 33.35,36          | Катарина Рибейру Португалия                                                      | 34.10,39          |
| Эстафета 4×100 м                    | Россия [b] · Екатерина Филатова · Алёна Тамкова · Екатерина Кузина · Нина Аргунова | 44,14 [b]            | Франция [b] · Яриату Туре · Сара Гужон · Орианн Омбисса · Корнелли Калидон · Эмили Гайду | 44,26 [b]         | Великобритания [b] · Аннабель Льюис · Эмили Даймонд · Торема Томпсон · Аша Филип | 44,34 [b]         |
| Эстафета 4×400 м                    | Россия · Евгения Субботина · Екатерина Ефимова · Юлия Терехова · Ольга Топильская  | 3.27,72              | Украина · Екатерина Пляшечук · Алина Логвиненко · Анна Ярощук · Юлия Олишевская          | 3.30,13           | Франция · Клеменс Соргнар · Мари Гайо · Элеа-Марьяма Диарра · Флория Гей         | 3.31,73           |
| 100 м с барьерами (ветер: −1,0 м/с) | Алина Талай Белоруссия                                                             | 12,91                | Лиза Урех Швейцария                                                                      | 13,00             | Синди Роледер Германия                                                           | 13,10             |
| 400 м с барьерами                   | Анна Ярощук Украина                                                                | 54,77                | Анна Титимец Украина                                                                     | 54,91             | Меган Бисли Великобритания                                                       | 55,69             |
| 3000 м с препятствиями              | Гюльджан Мынгыр Турция                                                             | 9.47,83              | Яна Зуссман Германия                                                                     | 9.48,01           | Мария Шаталова Украина                                                           | 9.48,22           |
| Ходьба на 20 км                     | Юлия Такач [e] Испания                                                             | 1:31.55 [e]          | Антонелла Пальмизано [e] Италия                                                          | 1:36.26 [e]       | Элеонора Джорджи [e] Италия                                                      | 1:38.41 [e]       |
| Прыжок в высоту                     | Эстера Петре Румыния                                                               | 1,98 м =CR           | Оксана Окунева Украина                                                                   | 1,94 м            | Бурджу Айхан Турция                                                              | 1,94 м NR         |
| Прыжок с шестом                     | Холли Блисдейл Великобритания                                                      | 4,55 м               | Екатерини Стефаниди Греция                                                               | 4,45 м NUR        | Анника Ролофф Германия                                                           | 4,40 м            |
| Прыжок в длину                      | Дарья Клишина Россия                                                               | 7,05 м (+1,1 м/с) CR | Ивана Шпанович Сербия                                                                    | 6,74 м (+3,2 м/с) | Состене Могенара Германия                                                        | 6,74 м (+1,8 м/с) |
| Тройной прыжок                      | Параскеви Папахристу Греция                                                        | 14,40 м (+1,2 м/с)   | Кармен Тома Румыния                                                                      | 13,92 м (0,0 м/с) | Анна Ягачак Польша                                                               | 13,86 м (0,0 м/с) |
| Толкание ядра                       | Евгения Колодко Россия                                                             | 18,87 м              | Софи Клеберг Германия                                                                    | 17,92 м           | Мелисса Букельман Нидерланды                                                     | 17,88 м           |
| Метание диска                       | Юлия Фишер Германия                                                                | 59,60 м              | Анастасия Каштанова Белоруссия                                                           | 56,25 м           | Анита Мартон Венгрия                                                             | 54,14 м           |
| Метание молота                      | Бьянка Перие Румыния                                                               | 71,59 м CR           | Йоанна Фёдоров Польша                                                                    | 70,06 м           | Софи Хитчон Великобритания                                                       | 69,59 м NR        |
| Метание копья                       | Сара Майер Германия                                                                | 59,29 м              | Вера Ребрик Украина                                                                      | 58,95 м           | Она Сормунен Финляндия                                                           | 58,54 м           |
| Семиборье                           | Грит Шадейко Эстония                                                               | 6134 очка            | Катержина Цахова Чехия                                                                   | 6123 очка         | Яна Максимова Белоруссия                                                         | 6075 очков        |

b  По завершении соревнований стало известно, что допинг-пробы, взятые на чемпионате у украинских бегуний на короткие дистанции Дарьи Пижанковой и Ульяны Лепской дали положительный результат на станозолол. Решением Исполнительного комитета Федерации лёгкой атлетики Украины от 5 августа 2011 года спортсменки были дисквалифицированы на 2 года и лишены медалей, завоёванных в Остраве: 

100 метров: Дарья Пижанкова — «серебро», 11,69.

200 метров: Дарья Пижанкова — «золото», 23,20.

Эстафета 4×100 метров: Сборная Украины (Елена Яновская, Дарья Пижанкова, Виктория Пятаченко, Ульяна Лепская) — «золото», 44,00.

c  30 апреля 2013 года Всероссийская федерация лёгкой атлетики сообщила о дисквалификации российской бегуньи на средние дистанции Елены Аржаковой на основании обнаруженных абнормальных показателей гематологического профиля её биологического паспорта. Спортсменка решением Антидопинговой комиссии ВФЛА была дисквалифицирована на 2 года, а её результаты после 12 июля 2011 года аннулированы, включая 2 «золота» на чемпионате Европы среди молодёжи 2011 — в беге на 800 (1.59,41) и на 1500 метров (4.20,55).

d  25 октября 2013 года Всероссийская федерация лёгкой атлетики сообщила об обнаружении абнормальных показателей гематологического профиля биологического паспорта бегуньи на средние и длинные дистанции Екатерины Ишовой (Горбуновой). В связи с данным нарушением антидопингового законодательства специальной комиссией ВФЛА было принято решение о дисквалификации спортсменки на 2 года с аннулированием всех её результатов, показанных после 12 июля 2011 года, в том числе и «серебра» на чемпионате Европы среди молодёжи 2011 в беге на 5000 метров с результатом 15.45,14.

e  14 декабря 2012 года стало известно о дисквалификации российской представительницы спортивной ходьбы Татьяны Минеевой на основании отклонений показателей крови в биологическом паспорте спортсменки. Легкоатлетка была дисквалифицирована на 2 года, а её результаты после 12 июля 2011 года — аннулированы, в том числе и звание Чемпионки Европы среди молодёжи 2011 в ходьбе на 20 км (1:31.42).

Аналогичная участь постигла и другую российскую участницу в спортивной ходьбе, Нину Охотникову. В её крови также нашли абнормальные отклонения показателей, а сама спортсменка была дисквалифицирована на 2 года с аннулированием результатов за период с 21 июня по 17 ноября 2011 года. Об этом стало известно 17 марта 2015 года, когда соответствующее решение вынесла Антидопинговая комиссия ВФЛА. Таким образом, недействительным был признан результат Охотниковой на чемпионате Европы среди молодёжи — 2011, 1:31.51 — потенциальное первое место после дисквалификации Минеевой.

## Страны-участницы
- Австрия
- Азербайджан
- Армения
- Беларусь
- Бельгия
- Болгария
- Великобритания
- Венгрия
- Германия
- Греция
- Грузия
- Дания
- Израиль
- Ирландия
- Исландия
- Испания
- Италия
- Кипр
- Латвия
- Литва
- Северная Македония
- Мальта
- Молдова
- Монако
- Нидерланды
- Норвегия
- Польша
- Португалия
- Россия
- Румыния
- Сербия
- Словакия
- Словения
- Турция
- Украина
- Финляндия
- Франция
- Хорватия
- Чехия
- Швейцария
- Швеция
- Эстония

## Медальный зачёт
Медали в 44 дисциплинах лёгкой атлетики завоевали представители 26 стран-участниц.
 Принимающая страна
| Место | Страна         | Золото | Серебро | Бронза | Всего |
| ----- | -------------- | ------ | ------- | ------ | ----- |
| 1     | Россия         | 7      | 4       | 6      | 17    |
| 2     | Великобритания | 6      | 7       | 7      | 20    |
| 3     | Польша         | 5      | 2       | 3      | 10    |
| 4     | Германия       | 4      | 5       | 6      | 15    |
| 5     | Украина        | 3      | 7       | 1      | 11    |
| 6     | Румыния        | 3      | 1       | 1      | 5     |
| 6     | Турция         | 3      | 1       | 1      | 5     |
| 8     | Испания        | 2      | 3       | 2      | 7     |
| 9     | Греция         | 2      | 1       | 0      | 3     |
| 10    | Норвегия       | 2      | 0       | 1      | 3     |
| 11    | Азербайджан    | 2      | 0       | 0      | 2     |
| 12    | Италия         | 1      | 3       | 1      | 5     |
| 13    | Беларусь       | 1      | 2       | 2      | 5     |
| 14    | Франция        | 1      | 1       | 3      | 5     |
| 15    | Бельгия        | 1      | 0       | 0      | 1     |
| 15    | Эстония        | 1      | 0       | 0      | 1     |
| 17    | Сербия         | 0      | 1       | 2      | 3     |
| 18    | Чехия          | 0      | 1       | 1      | 2     |
| 18    | Венгрия        | 0      | 1       | 1      | 2     |
| 18    | Португалия     | 0      | 1       | 1      | 2     |
| 21    | Ирландия       | 0      | 1       | 0      | 1     |
| 21    | Швейцария      | 0      | 1       | 0      | 1     |
| 21    | Швеция         | 0      | 1       | 0      | 1     |
| 24    | Нидерланды     | 0      | 0       | 3      | 3     |
| 25    | Хорватия       | 0      | 0       | 1      | 1     |
| 25    | Финляндия      | 0      | 0       | 1      | 1     |
| Всего | Всего          | 44     | 44      | 44     | 132   |